# 瑪麗城
玛丽城（法語：Ville-Marie）是加拿大魁北克省蒙特利尔市中心的一个区。该区得名于玛丽堡（Fort Ville-Marie），这个法国殖民地后来发展成为蒙特利尔（今蒙特利尔老城），位于现今的行政区范围内。蒙特利尔老城是一处加拿大国家历史遗址。
玛丽城包括蒙特利尔市中心的全部，包括蒙特利尔娱乐区、蒙特利尔老城和旧港、中南区、皇家山公园的大部分以及圣海伦岛和圣母岛（Île Notre-Dame）。
2011年，人口84,013人，面积16.5平方（6.4平方英里）。

## 地理
该区西面沿阿特沃特大道（Avenue Atwater）与西山（Westmount）接壤；西南沿魁北克720号高速公路、居伊街（Rue Guy）、圣母街（Rue Notre-Dame）和魁北克10号高速公路毗邻西南区（Le Sud-Ouest）；东面沿加拿大太平洋铁路毗邻Mercier–Hochelaga-Maisonneuv；东北沿舍布鲁克街（Rue Sherbrooke）、罗伯-布拉萨大道（Boulevard Robert-Bourassa）、松树大道（Pine Avenue des Pines）和公园大道（Avenue du Parc）毗邻Le Plateau-Mont-Royal；北面沿皇家山公园的边界与乌特蒙（Outremont）和Côte-des-Neiges—Notre-Dame-de-Grâce接壤。南以圣劳伦斯河为界。

## 人口
| 语言     | 人口   | 百分比 (%) |
| -------- | ------ | ---------- |
| 法语     | 41,815 | 50%        |
| 英语     | 13,205 | 16%        |
| 汉语     | 7,075  | 8%         |
| 其他语言 | 21,955 | 26%        |

## 街区
玛丽城包括该市的市中心、蒙特利尔历史悠久的老城区，蒙特利尔唐人街、同性恋村、拉丁区、最近士绅化的蒙特利尔国际区和多媒体城（Cité du Multimédia）以及目前正在开发中的蒙特利尔娱乐区。其他有趣的街区包括皇家山脚下富裕的黄金坊（Mille Carré Doré）和特拉法加-格伦伊格尔岛（Îlot-Trafalgar-Gleneagles ），以及拥有康考迪亚大学数千学生的肖内西村/康考迪亚区。该区还包括皇家山公园的大部分、杜阿弗尔城（Cité du Havre）、圣埃琳娜岛（Île Sainte-Hélène）和圣母岛（Île Notre-Dame）。

## 交通
蒙特利尔的城际火车和巴士总站，及两个通勤火车总站：蒙特利尔中央车站、Lucien-L'Allier 站以及市中心总站（Terminus Centre-Ville）均位于本区。蒙特利尔地铁的橙线、绿线和黄线均有經過本區。地铁的中央车站貝里-魁大蒙校站（黄线的终点站），以及蒙特利爾中央巴士總站，也位于圣玛丽城。
有两条高速公路服务于该地区：魁北克10号高速公路和部分在地下的魁北克720号高速公路。两座桥 —维多利亚桥和雅克·卡地亚桥（Pont Jacques-Cartier） — 通往南岸，而协和桥（Pont de la Concorde）通往圣埃琳娜岛和圣母岛，即让-德拉波公园（Parc Jean-Drapeau）。雅克·卡地亚桥也通往圣埃琳娜岛和圣母岛。

## 旅游
蒙特利尔的许多著名景点都位于玛丽城。大多数办公大楼，包括1000 de La Gauchetière、1250 René-Lévesque、证券交易所大楼（Tour de la Bourse）、玛丽城广场（Place Ville-Marie）、永明大厦、加拿大广播公司等等都位于此处。
蒙特利尔四所大学中的三所，麦吉尔大学、康考迪亚大学和魁北克大学蒙特利尔分校，都位于玛丽城，四座宗座圣殿中的三座——圣母世界之后主教座堂、蒙特利尔圣母圣殿以及圣博德圣殿也是如此。文化基础设施包括魁北克大图书馆（Grande Bibliothèque du Québec）、艺术广场、蒙特利尔美术馆、蒙特利尔娱乐区、蒙特利尔科学中心、Pointe-à-Callière Museum、蒙特利尔格雷万蜡像馆以及其他许多重要活动场地。
体育综合体包括蒙特利尔加拿大人队的主场贝尔中心；蒙特利尔云雀队主场珀西瓦尔·莫尔森体育场（Stade Mémorial Percival-Molson）；和圣母岛上的加拿大大奖赛场地吉勒·维尔纳夫赛道。
医院有蒙特利尔大学中心医院（Centre hospitalier de l'Université de Montréal，CHUM），在2017年开业，以及蒙特利尔全科医院（Hôpital général de Montréal）和圣母医院（Hôpital Notre-Dame）。
主要公园及休闲区包括皇家山及公园、让-德拉波公园（1967年世界博览会场地）、多切斯特广场和加拿大广场以及旧港。

## 经济
由于玛丽城包含蒙特利尔的中央商务区，许多公司的总部或区域办事处都设在该区，如庞巴迪宇航。